# Prasinocyma eichhhorni
Prasinocyma eichhhorni là một loài bướm đêm trong họ Geometridae.